# Lufia
Lufia (Japans: エストポリス伝記), ook bekend als Estpolis Denki, is een serie rollenspellen (RPG) die zijn uitgebracht op de Super Nintendo en de Game Boy Color/Advance, waarvan de meeste zijn ontwikkeld door Neverland en uitgegeven door Taito.

## Spellen in de reeks

### Lufia and the Fortress of Doom
Lufia and the Fortress of Doom kwam in 1993 uit op de Super Nintendo. Het spel begint met een gevecht tegen de Sinistralen, waar Lufia II mee eindigt. De Lufia tijdlijn loopt dus niet geheel lineair.

### Lufia II: Rise of the Sinistrals
Lufia II: Rise of the Sinistrals kwam uit in 1996 op de Super Nintendo. In Europa verscheen het spel als Lufia omdat het eerste spel nooit is uitgekomen in Europa. Dit zorgde voor enige verwarring. Het is het best verkochte Lufia-spel uit de reeks, en ontving een hoog recensiecijfer van 80%.
Lufia II speelt zich af 100 jaar voor het eerste deel, en is hiermee een prequel in de serie. Tijdens het spelen wordt de speler het verhaal verteld hoe Maxim, Guy, Selan en Artea de strijd aangaan met de Sinistralen als zij voor de eerste keer verschijnen. Dit is het enige Lufia-spel dat ook in het Nederlands is verschenen.

### Lufia: The Legend Returns
Lufia: The Legend Returns kwam in het jaar 2001 uit voor de Game Boy Color. Net zoals Lufia 100 jaar plaatsvond na Lufia II, zo vindt Lufia: TLR weer 100 jaar plaats na Lufia. De Sinistralen zijn wederom tot leven gekomen, en het is de taak aan een groep helden met een sterke Spirituele Energie -een van de weinige elementen waarmee de Sinistralen bestreden kunnen worden- om hen te stoppen. De Sinistralen gaan echter nog verder en roepen Zalbak de Vuurgod op om hen bij te staan.

### Lufia: The Ruins of Lore
Lufia: The Ruins of Lore kwam in het jaar 2003 uit voor de Game Boy Advance. Dit is het eerste Lufia-spel waarin de Sinistralen niet voorkomen. Wel bevat het spel veel verwijzingen naar de eerdere spellen.

### Lufia: Curse of the Sinistrals
Lufia: Curse of the sinistrals is een remake van het tweede deel dat uitkwam in 2010 voor de Nintendo DS. De spelmethode veranderde van beurtelings-RPG naar actie-RPG. Het spel bevat dezelfde verhaallijn als Lufia II: Rise of the Sinistrals, met in de hoofdrol Maxim en Selan.